# Little Bay (Sydney)
Little Bay – geograficzna nazwa dzielnicy, położonej na terenie samorządu lokalnego Randwick, wchodzącej w skład aglomeracji Sydney, w stanie Nowa Południowa Walia, w Australii.